# Faille transformante
 (août 2013).

Failles transformantes (en rouge).

Carte mondiale des principales failles transformantes (en vert).

Les failles transformantes sont des limites de plaque tectonique où il n'y a ni subduction ni création de lithosphère (limite conservative). Elles sont situées en bordure de plaques tectoniques et découpent les dorsales perpendiculairement. Les frontières près de ce type de faille sont géologiquement actives (séismes, volcans…). La faille transformante agit selon un mouvement de coulissage. Les failles transformantes sont des arcs de cercle car tous les mouvements de plaques lithosphériques sont des rotations (conformément au théorème d'Euler) et ce sont des coulissements entre deux plaques lithosphériques. Tous les 200 à 300 km, ces failles décalent l'axe de la dorsale. Seules les zones qui séparent deux axes subissent une sismicité importante, en raison du déplacement en sens contraire de leur portion de lithosphère.
Le terme de faille transformante a été proposé en 1965 par John Tuzo Wilson dans un article de la revue Nature. Il applique ce terme à toutes les failles décrochantes reliant deux autres types de structure (deux segments de dorsales, une dorsale et un arc volcanique, etc.), donc au niveau desquelles "le mouvement s'arrête soudainement ou change de forme et de direction" (Wilson, 1965). Parmi ces failles, Wilson décrit les transformantes reliant deux segments de dorsales, des "failles cisaillantes horizontales qui se terminent abruptement à chaque bout mais peuvent néanmoins montrer de grands déplacements. Chacune peut être conçue comme une paire de demi-cisaillements jointes par leurs extrémités". Il prend l'exemple des transformantes de l'océan Atlantique qui donnent l'apparence d'un décalage senestre des segments de dorsale, mais correspondent en réalité à des failles à mouvement dextre. C'est à ce type de faille que l'on restreint aujourd'hui le qualificatif de « transformante ».
La faille de San Andreas est la plus célèbre de ce type. Il s'agit en fait d'un ensemble de failles transformantes qui assure le coulissage de la plaque pacifique contre la plaque nord-américaine. La faille nord-pyrénéenne serait également une ancienne faille de coulissage.
Certains auteurs sont en désaccord, considérant qu'il s'agit de décrochement ou « faille décrochante ».